# 25877 Katherinexue
25877 Katherinexue este un asteroid din centura principală de asteroizi.

## Descriere
25877 Katherinexue este un asteroid din centura principală de asteroizi. A fost descoperit pe 24 august 2000 la Socorro, New Mexico, în cadrul proiectului LINEAR. Asteroidul prezintă o orbită caracterizată de o semiaxă mare de 2,42 ua, o excentricitate de 0,11 și o înclinație de 1,9° în raport cu ecliptica.